# Megacyllene cleroides
Megacyllene cleroides là một loài bọ cánh cứng trong họ Cerambycidae.